# Caïque chauve
Pyrilia aurantiocephala
Espèce
Répartition géographique
Statut de conservation UICN

 NT  : Quasi menacé
Statut CITES
Le Caïque chauve (Pyrilia aurantiocephala) est une espèce d'oiseau de la famille des Psittacidae.
Longtemps considéré comme la forme immature du Caïque vautourin, le Caïque chauve s'en distingue par la coloration orange intense de toute la tête.
Son aire s'étend au sud de l'Amazone, de part et d'autre du rio Tapajós.

## Référence
- Gaban-Lima, Raposo & Hofling, « Description of a New Species of Pionopsitta (Aves: Psittacidae) Endemic to Brazil », The Auk, vol. 119, no 3 (2002), p. 815-819. Texte original.